# 佐々木貴
佐々木 貴（ささき たかし、1975年1月16日 - ）は、日本の男性プロレスラー。岩手県一関市厳美町出身。株式会社プロレスリングFREEDOMS代表取締役社長。血液型O型。

## 経歴
岩手県立一関第二高等学校から文教大学へ進学後、大学2年の終わりに鶴見五郎ジムへ入門。1996年9月15日、IWA格闘志塾・大津スイミングクラブ大会の対トウカイブシドーX戦でデビュー。1997年3月に大学を卒業、同年DDTプロレスリングへ移籍。小中高と生徒会長を務めていたことから、DDTでは生徒会長キャラで活動。KO-D無差別級シングル、タッグの二冠王に君臨。その後2004年に円満退団し、タッグチーム「アカレンジャーズ」としてコンビを組んでいたGENTAROのいるアパッチプロレス軍へ移籍。
2005年、伊東竜二の持つBJW認定デスマッチヘビー級王座を狙い、大日本プロレスでデスマッチに挑み始め、同年6月18日の大会にて、自ら提示した蛍光灯300本デスマッチでタイトルマッチに挑戦するも、あえなく敗戦。このとき伊東は試合後、デスマッチ初心者ながら激しい試合を繰り広げた佐々木に対し、「タカシ、スゲェよ、お前！」と健闘を称えた。
その後、アパッチの葛西純と、大日本の"黒天使"沼澤邪鬼が、クレイジーコンビ「045邪猿気違's（ゼロヨンゴ ジャンキーズ）」を結成したことによって始まった、デスマッチ・イデオロギー闘争を機に、「大日本をもっと盛り上げて、日本一の団体にしたい」という思いから、元々固定のパートナーがいなかった伊東とタッグを結成。「045邪猿気違'S」と「マッスル&ファットです（アブドーラ小林＆関本大介）」と共に、三つ巴の抗争を展開した。
大日本プロレスの2006年1月2日の興行で、「アパッチも大日本も関係なしに、伊東と組んで一番を目指す。」と発言。これが金村キンタローら、アパッチメンバーの逆鱗に触れて抗争が勃発。佐々木も伊東、井上勝正、関本大介、MIYAWAKI、佐野直と対立派閥「たかし軍団」を結成。たけし軍団に倣って「殿」と呼ばれるようになる。以来、新日本プロレスの真壁刀義ら、メジャー団体所属選手も巻き込み、ファンからのブーイングを浴びつつ、アパッチのメンバー達に牙を剥いている。
そのような中、BJW認定デスマッチヘビー級王座をめぐり、王者・アブドーラ小林の不甲斐無さに怒りを覚え、3月31日におけるタイトル挑戦を表明。「蛍光灯&剣山デスマッチ」で対戦し、試合中、頭に剣山が刺さり抜けなくなるというショッキングな事態に見舞われるも見事勝利。第18代BJW認定デスマッチヘビー級王座を獲得した。試合後に病院直行、無事に剣山を抜いた。
8月、アパッチにて空位となっていたWEWタッグ王座決定リーグ戦で、BADBOY非道をパートナーに迎え、優勝し、BJWデスマッチヘビー級と並んで二冠となった。
しかし、9月10日の大日本の大会では、大日本参戦以来、目標としてきた伊東竜二との防衛戦に敗北し、デスマッチヘビー級王座を失った。試合終盤の伊東のドラゴンスプラッシュ失敗で伊東自身が両腕骨折の重傷・長期欠場を余儀なくされたため、正パートナーも失った。
この結果を受け、大日本の12月3日の大会では、6月の後楽園ホール大会での防衛戦の相手でもある"黒天使"沼澤邪鬼を相手にデスマッチヘビー級王者決定戦に出場。「狂神の蛍光灯神殿デスマッチ」で勝利し、第20代デスマッチヘビー級王座を獲得した。
2007年は大日本の3月14日の大会で宮本裕向を相手に「廣島 大治組プレゼンツ 高所作業につき立体足場建築現場デスマッチ 〜one night carnival〜」で屈指の激戦を制し、7月8日の大会では前述の怪我から復帰してきた伊東竜二を相手に、2年振りの「蛍光灯300本デスマッチ」で、過去2度の同地同タイトル戦で敗れた雪辱を果たし、この時期には「デスマッチ絶対王者」と称された。しかし8月26日、プロレスサミット有明大会で、"黒天使"沼澤邪鬼に敗れ、王座から陥落した。
2008年2月に発覚した金村キンタローの強制猥褻事件では、アパッチを代表して真っ先に会見を開き、謝罪し、団体の無期限活動停止処分も発表。興行活動再開後はGENTAROとのコンビも復活させ、大日本のデスマッチ戦線に絡みつつ、団体再興を推進していたが、2009年の第1次アパッチ解散に伴い、自ら代表として新団体「プロレスリングFREEDOMS」を設立して旗揚げした。
2011年は大日本の一騎当千への参加中、東日本大震災が発生し実家も被災したことから奮闘を見せ、予選全勝のうえ決勝で竹田誠志を下し完全優勝した。これにより優勝者としてBJW認定デスマッチヘビー級王座を再び伊東竜二と争ったが、敗れてしまう。
2013年にはKING of FREEDOM WORLD王座の創設を発表し、5月に自身が初代王座となる。一方、大日本では石川修司とシャドウWXに、ジ・ウィンガーを加えた「奥羽越列藩同盟」というユニットを結成したが、この年の秋頃から自身が大日本へ参戦しなくなったためユニットは空中分解する。その後、大日本から距離を置く形でFREEDOMSを運営するようになる。
2016年4月1日には団体を株式会社化して社長となる。

## 得意技
Dガイスト
新型Dガイスト
ライガーボム
スイングDDT
右腕
右脚
バズソーキックと同型。仰向けになった相手の上半身を起こして相手の左側頭部を振り抜いた右足の甲で蹴り飛ばす。
トラースキック
各種キック

## タイトル歴
プロレスリングFREEDOMS
- KING of FREEDOM WORLD王座（初代）
- KING of FREEDOM WORLD TAG王座（第7代、第20代、第24代）（パートナーはGENTARO→マンモス佐々木→YAMATO）

WEW
- WEWタッグ王座（初代）（パートナーはGENTARO）

DDTプロレスリング
- KO-D無差別級王座（第15代）
- KO-Dタッグ王座（初代、第5代、第7代、第10代、第13代）（パートナーはNOSAWA→MIKAMI→GENTARO→タノムサク鳥羽→GENTARO）
- KO-D10人タッグ王座（第7代）（パートナーはポイズン澤田JULIE、GENTARO、MIKAMI、タノムサク鳥羽）
- アイアンマンヘビーメタル級王座（第84代、第101代）

大日本プロレス
- BJW認定デスマッチヘビー級王座（第18代、第20代）
- BJW認定タッグ王座（第20代）（パートナーはGENTARO）
- 横浜ショッピングストリート6人タッグ王座（第32代）（パートナーは伊東竜二、宮本裕向）
- 一騎当千 DeathMatch Survivor優勝（2011年）

GCW
- GCW世界タッグ王座（第35代）（パートナーは杉浦透）

## 入場曲
- This is WAR（VANDENBERG、アルバム「誘惑の炎」より）

## 人物
- 大学では、情報学部にてマスコミ関係の勉強をしていた。プロレスラーになれなかった場合に、週刊プロレスの記者になる事を視野に入れていた、とインタビューで語っている[11]。
- 大日本やFREEDOMSのDVD制作や団体公式サイトを運営する有限会社ネオプラスの佐藤肇社長が、「佐々木貴に似ている」と度々イジられている。
- 2009年、DDTプロレスリングが経営するスポーツバー「ドロップキック」で、ほぼ毎週木曜夜に「殿の宴」と称したイベントを行っている。FREEDOMS・大日本などの選手をゲストに招く形を取っている。なお、先行したイベントは2008年3月に開催する予定だったが、前述の金村事件の影響で中止になっている。
- ブログやツイッターでは息子のことを殿キッドと呼んでいる。
- 大学進学のために上京してから大の横浜DeNAベイスターズファンであり[12]、横浜スタジアムまで試合を若手と見に行くこともある他、一緒に横浜スタジアムに観戦に行くイベント「殿の宴！」を開催していたりFREEDOMSでも横浜の応援歌の曲名をもじった大会名を付けている。週刊プロレスが毎年11月に発行している選手名鑑の「好きな有名人」の項目では内川聖一、村田修一、筒香嘉智などほぼ毎年ベイスターズの選手の名前が記載されている。11月に行われるベイスターズのファン感謝祭では毎年FREEDOMSのショップが出店している[13]。
- 仮にFREEDOMSが無くなった場合は自身も引退すると述べており、フリーで続けようとは思わず、最後の砦として団体経営に全てを注いでいる。

## 映画出演
- 狂猿（2021年、SPACE SHOWER FILMS）[14]